# Betty Oliphant
Pour les articles homonymes, voir Oliphant.
Nancy Elizabeth « Betty » Oliphant (5 août 1918 - 12 juillet 2004) est la cofondatrice de l'École nationale de ballet du Canada (en).

## Biographie
Betty Oliphant arrive au Canada en 1947. On la nomme directrice du Ballet national du Canada à Toronto en 1951. Elle fonde l'École nationale de ballet du Canada en 1959 avec Celia Franca, fondatrice du Ballet national du Canada.
Elle devient codirectrice artistique du Ballet National en 1969. En 1975, elle décide de quitter ce poste pour se consacrer à l'école. Elle occupera le poste de directrice et de doyenne avant son départ en 1989.